# Чханвон
Чханво́н (кор. 창원시?, 昌原市?, Чханвон-си) — город в Южной Корее, столица провинции Кёнсан-Намдо. Город расположен примерно в 40 километрах к западу от Пусана.

## История
Чханвон — один из немногих городов Кореи, построенных по предварительно разработанному плану. В 1974 здесь началось строительство крупного военно-промышленного и жилого центра, который с тех пор сильно разросся. До этого территория современного Чханвона представляла собой сельскую местность. В древности в эпоху Самхан эта территория принадлежала племенному союзу Пёнхан. Затем, после объединения Корейского полуострова под властью государства Объединённое Силла, здесь располагался уезд Ыйан (Ыйан-хён), который в эпоху династии Корё был переименован в Ыйчхан (Ыйчхан-хён). Впервые название «Чханвон» появилось в 1414 году с формированием административного округа Чханвон-бу. Статус города (си) был получен в 1980 году.

## География
Чханвон расположен в юго-восточной части Корейского полуострова, возле городов Масан и Пусан. Окружён горами Тамсан (высота 656 метров) на северо-западе, Чондансан (567 метров) на востоке, Пульмосан (802 метра) на юго-востоке и Панёнсан (528 метра) на юге. Имеет прибрежную линию протяжённостью 12,6 км (на Масанском заливе). Через город протекают ручьи Нэдончхон и Чханвончхон.
Климат города муссонный, среднегодовая температура и среднегодовое количество осадков (в период с 1992 по 2001 годы) составляют 15 °С и 1395 мм соответственно.

## Административное деление

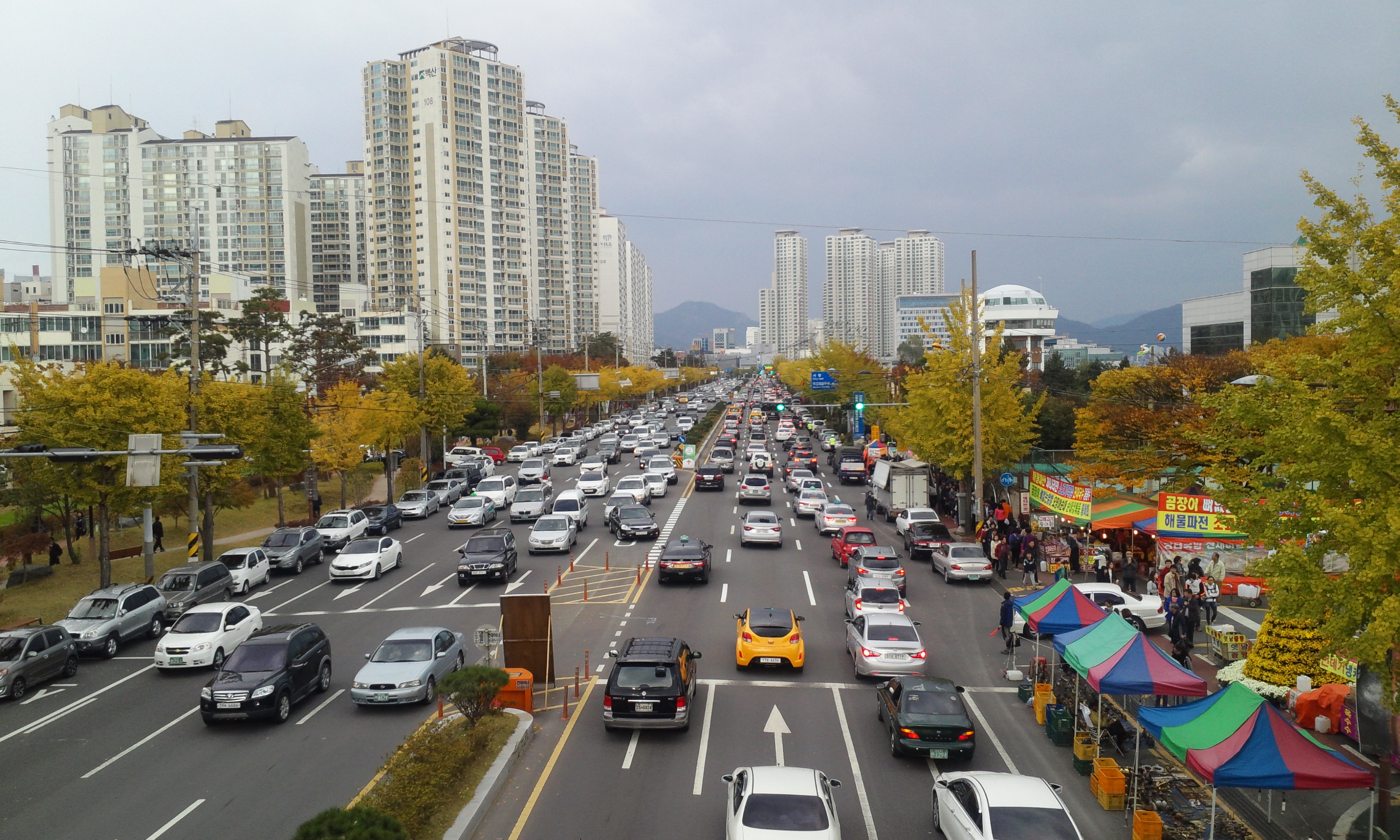
Центральный районы города

Чханвон административно делится на 5 муниципальных округов «ку».
| Карта                                                                                  | Карта      | Карта      |
| -------------------------------------------------------------------------------------- | ---------- | ---------- |
| Мирян-си Хаман-гун Кимхэ-си Ыйчхан-гу Масанхвевон-гу Масанхаппхо-гу Чинхэ-гу Сонсан-гу |            |            |
| Район                                                                                  | Хангыль    | Ханча      |
| Ыйчхан-гу                                                                              | 의창구     | 義昌區     |
| Сонсан-гу                                                                              | 성산구     | 城山區     |
| Масанхаппхо-гу                                                                         | 마산합포구 | 馬山合浦區 |
| Масанхвевон-гу                                                                         | 마산회원구 | 馬山會原區 |
| Чинхэ-гу                                                                               | 진해구     | 鎭海區     |

## Экономика
Изначально в 1970-х годах Чханвон строился как основной центр отечественной военной промышленности. Здесь производятся танки, артиллерия, авиационная техника и т.п. В 1990-е годы в Чханвоне было сосредоточено 70 процентов всего южнокорейского военного производства. Вместе с тем производится и продукция гражданского назначения. В Чханвоне расположены производственные мощности главных корейских корпораций: Samsung и LG Electronics (бытовая электроника), GM Korea (автомобили), Hyundai Wia (автокомпоненты), Hyundai Rotem (железнодорожная техника), Samsung Techwin (системы видеонаблюдения, энергетическое и авиационное оборудование), Doosan Heavy Industries & Construction (энергетическое оборудование), Doosan Infracore (строительная техника), Doosan Engine (дизельные двигатели), STX Corporation (судостроение). Чханвонский промышленный комплекс работает с 1978 года. Доля продукции этого комплекса в общем экспорте страны составляет 3,8 % (около 7 млрд долларов).

## Туризм и достопримечательности

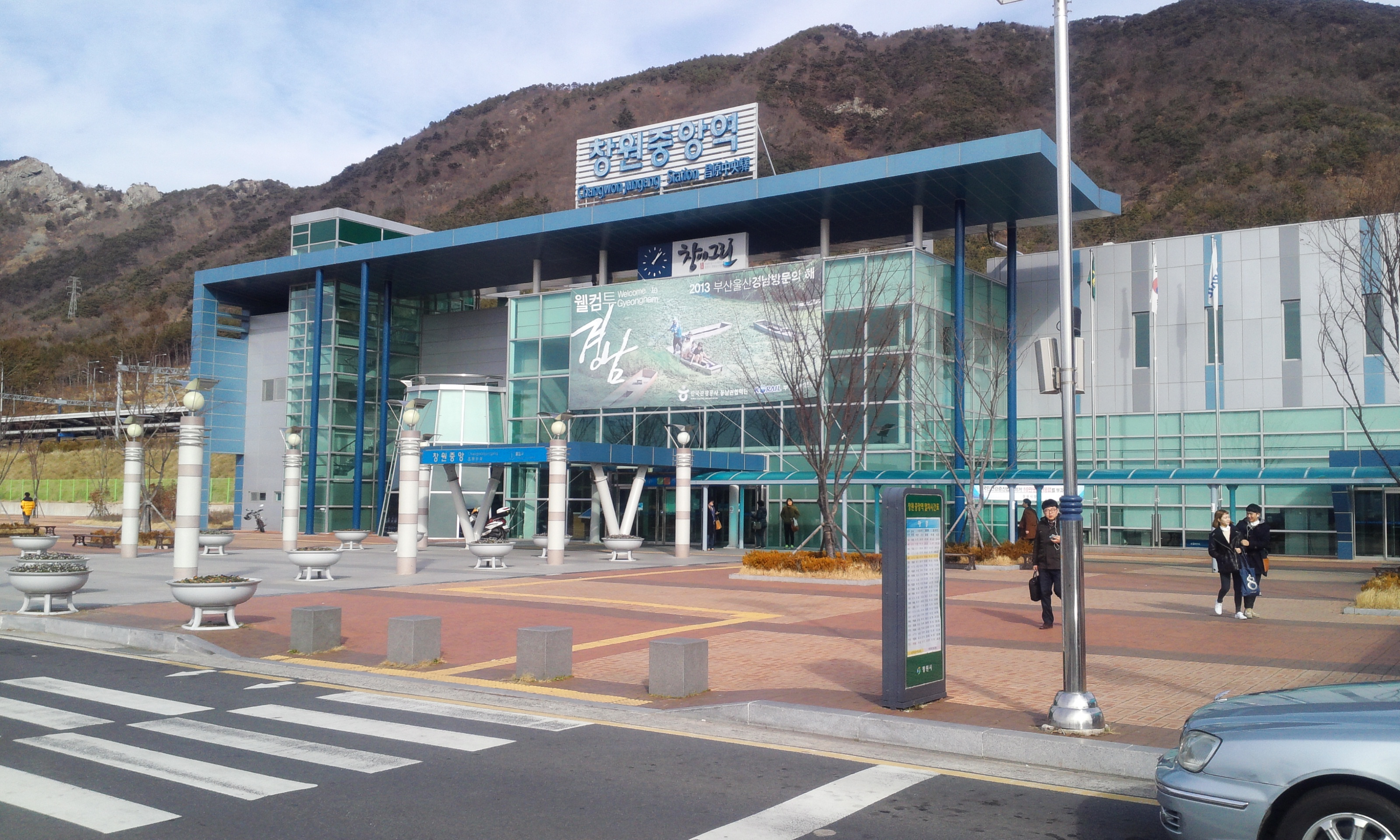
Железнодорожный вокзал

Несмотря на то, что Чханвон это прежде всего крупный промышленный центр, здесь много зелёных насаждений и парков.
Главная природная достопримечательность города — резервуар Чунамхо, крупнейший в Корее центр миграции птиц. Во время зимней миграции здесь можно видеть несколько десятков тысяч птиц.
Среди древних ценностей, дошедших до наших дней, следует отметить Сонджунса, буддийский монастырь IX века постройки (эпоха государства Объединённое Силла).

## Символы
Как и остальные города и уезды Южной Кореи, Чханвон имеет ряд символов:
- Дерево: сосна — символизирует точность и справедливость.
- Цветок: азалия — символ радости и любви.
- Маскоты: Чхан и Вон, символизируют технологическое развитие Чханвона и его девственную природу.

## Города-побратимы
Внутри страны
- Уезд Кохын, провинция Чолла-Намдо, Республика Корея
- Уезд Хамян, провинция Кёнсан-Намдо, Республика Корея

За рубежом
- Джерси-Сити, штат Нью-Джерси, США (1986)
- Мааньшань, провинция Аньхой, Китай (1993)
- Огаки, префектура Гифу, Япония (1985)
- Якутск, республика Якутия, Россия (1995)
- Актау, Мангистауская область, Казахстан